# Arthrura andriasnevi
Arthrura andriasnevi är en kräftdjursart som beskrevs av Rosalia Konstantinovna Kudinova-Pasternak 1966. Arthrura andriasnevi ingår i släktet Arthrura och familjen Tanaellidae. Inga underarter finns listade i Catalogue of Life.